# Amateur Radio Lighthouse Society
La Amateur Radio Lighthouse Society (ARLHS) fue fundada en 2000 por Jim Weidner como una sociedad dedicada a las comunicaciones marítimas, la radioafición, los faros y los buques faro. Sus miembros viajan a faros de todo el mundo donde operan equipos de radioaficionados. Se trata de una organización con más de 1665 miembros en todo el mundo a partir de julio de 2009.

## Historia
La asociación dispone de una página web donde albergan una base de datos de faros. En noviembre de 2017 habían recogido información de 15350 faros de todo el mundo.